# 3. Liga 2017/18
De 3. Liga 2017/18 is het derde voetbalniveau van het Duitse voetbalsysteem. Het is het tiende seizoen sinds de invoering in 2008. Nieuw in de 3. Liga zijn Würzburger Kickers, Karlsruher SC uit de 2. Bundesliga. SSV Jahn Regensburg won de playoff-wedstrijd om promotie-degradatie van TSV 1860 München. SV Meppen, SpVgg Unterhaching en FC Carl Zeiss Jena promoveren vanuit de Regionalliga.
Het seizoen begon op 21 juli 2017 met de wedstrijd tussen Karlsruher SC en VfL Osnabrück (2:2) en eindigde op zaterdag 12 mei 2018.

## Teams

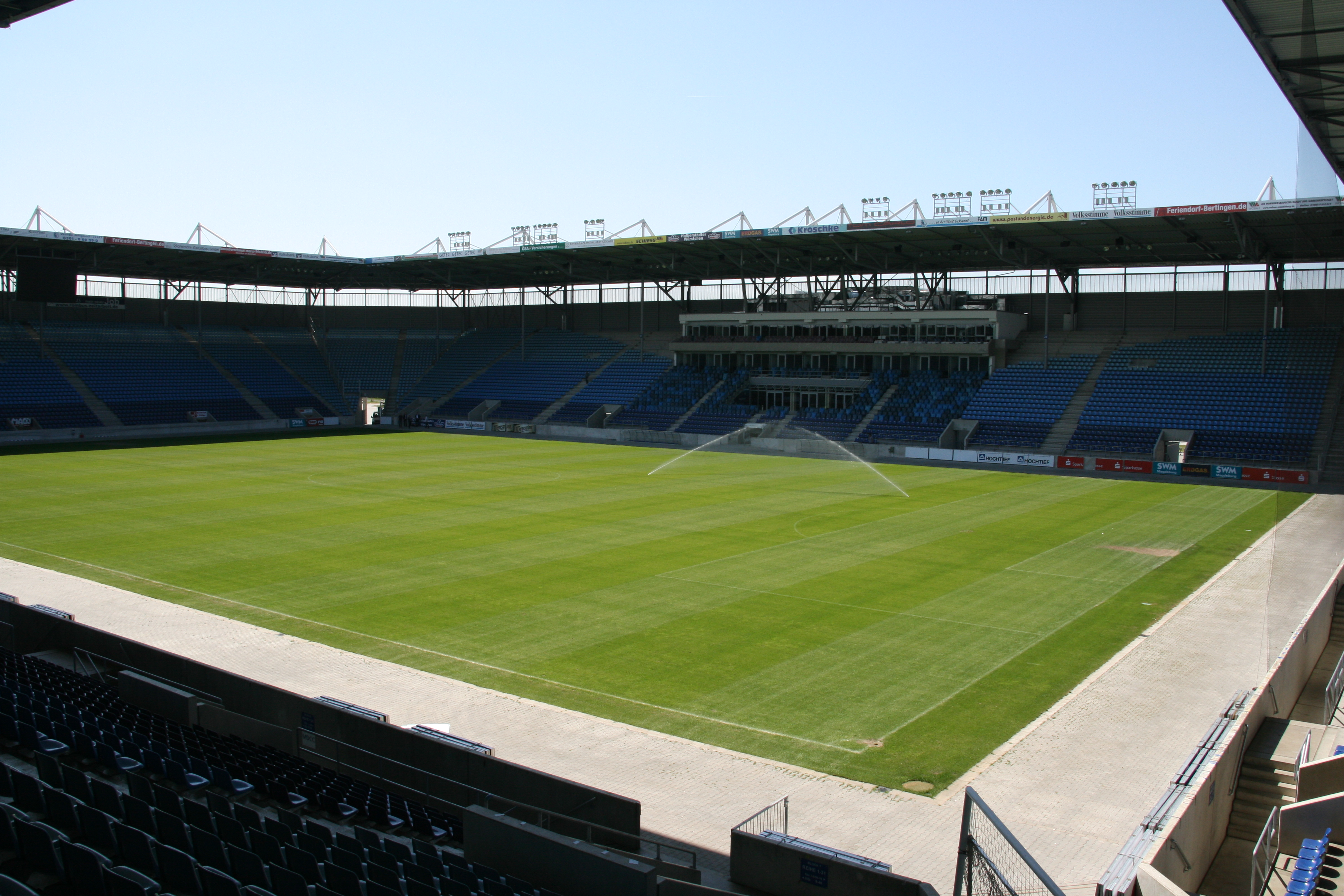
MDCC-Arena

| Club                    | Plaats             | Deelstaat                 | Stadion                      | Capaciteit |
| ----------------------- | ------------------ | ------------------------- | ---------------------------- | ---------- |
| VfR Aalen               | Aalen              | Baden-Württemberg         | Ostalb Arena                 | 14.500     |
| FC Carl Zeiss Jena      | Jena               | Thüringen                 | Ernst-Abbe-Sportfeld         | 12.990     |
| Chemnitzer FC           | Chemnitz           | Saksen                    | Community4you ARENA          | 15.000     |
| SC Fortuna Köln         | Keulen             | Noordrijn-Westfalen       | Südstadion                   | 14.800     |
| Hallescher FC           | Halle an der Saale | Saksen-Anhalt             | Erdgas Sportpark             | 15.057     |
| Hansa Rostock           | Rostock            | Mecklenburg-Voor-Pommeren | Ostseestadion                | 29.000     |
| Karlsruher SC           | Karlsruhe          | Baden-Württemberg         | Wildparkstadion              | 29.699     |
| Sportfreunde Lotte      | Lotte              | Noordrijn-Westfalen       | FRIMO Stadion                | 10.059     |
| 1. FC Magdeburg         | Maagdenburg        | Saksen-Anhalt             | MDCC-Arena                   | 27.250     |
| SV Meppen               | Meppen             | Nedersaksen               | Hänsch-Arena                 | 13.815     |
| VfL Osnabrück           | Osnabrück          | Nedersaksen               | Stadion an der Bremer Brücke | 16.667     |
| SC Paderborn 07         | Paderborn          | Noordrijn-Westfalen       | Benteler-Arena               | 15.000     |
| Preußen Münster         | Münster            | Noordrijn-Westfalen       | Preußenstadion               | 15.050     |
| Rot-Weiß Erfurt         | Erfurt             | Thüringen                 | Steigerwaldstadion           | 17.500     |
| SG Sonnenhof Großaspach | Aspach             | Baden-Württemberg         | Mechatronik Arena            | 10.000     |
| SpVgg Unterhaching      | Unterhaching       | Beieren                   | Alpenbauer Sportpark         | 15.053     |
| SV Wehen Wiesbaden      | Taunusstein        | Hessen                    | Brita-Arena                  | 12.566     |
| Werder Bremen II        | Bremen             | Bremen                    | Weserstadion Platz 11        | 5.500      |
| FC Würzburger Kickers   | Würzburg           | Beieren                   | Flyeralarm Arena             | 13.100     |
| FSV Zwickau             | Zwickau            | Saksen                    | Stadion Zwickau              | 10.134     |

## Eindstand
| №  | Club                    | WG | W  | G  | V  | DV | DT | +/– | Punten |
| -- | ----------------------- | -- | -- | -- | -- | -- | -- | --- | ------ |
| 1  | 1. FC Magdeburg         | 38 | 27 | 4  | 7  | 70 | 32 | +38 | 85     |
| 2  | SC Paderborn 07         | 38 | 25 | 8  | 5  | 90 | 33 | +57 | 83     |
| 3  | Karlsruher SC           | 38 | 19 | 12 | 7  | 49 | 29 | +20 | 69     |
| 4  | SV Wehen Wiesbaden      | 38 | 21 | 5  | 12 | 76 | 39 | +37 | 68     |
| 5  | FC Würzburger Kickers   | 38 | 17 | 10 | 11 | 53 | 46 | +7  | 61     |
| 6  | Hansa Rostock           | 38 | 16 | 12 | 10 | 48 | 34 | +14 | 60     |
| 7  | SV Meppen               | 38 | 15 | 13 | 10 | 50 | 47 | +3  | 58     |
| 8  | Fortuna Köln            | 38 | 15 | 9  | 14 | 53 | 48 | +5  | 54     |
| 9  | SpVgg Unterhaching      | 38 | 16 | 6  | 16 | 54 | 55 | −1  | 54     |
| 10 | Preußen Münster         | 38 | 14 | 10 | 14 | 50 | 49 | +1  | 52     |
| 11 | FC Carl Zeiss Jena      | 38 | 14 | 10 | 14 | 49 | 59 | −10 | 52     |
| 12 | VfR Aalen               | 38 | 13 | 11 | 14 | 48 | 57 | –9  | 50     |
| 13 | Hallescher FC           | 38 | 13 | 11 | 14 | 52 | 54 | –2  | 49     |
| 14 | SG Sonnenhof Großaspach | 38 | 12 | 11 | 15 | 55 | 60 | –5  | 47     |
| 15 | FSV Zwickau             | 38 | 10 | 11 | 17 | 38 | 55 | –17 | 41     |
| 16 | Sportfreunde Lotte      | 38 | 11 | 7  | 20 | 43 | 60 | –17 | 40     |
| 17 | VfL Osnabrück           | 38 | 8  | 13 | 17 | 47 | 67 | –20 | 37     |
| 18 | Werder Bremen II        | 38 | 6  | 13 | 19 | 39 | 62 | –23 | 31     |
| 19 | Chemnitzer FC*          | 38 | 8  | 7  | 23 | 48 | 74 | –26 | 22     |
| 20 | FC Rot-Weiß Erfurt*     | 38 | 5  | 8  | 25 | 26 | 78 | –52 | 13     |

| Kleur | Betekenis                                                                  |
| ----- | -------------------------------------------------------------------------- |
|       | Promotie naar de 2. Bundesliga en kwalificatie voor DFB-Pokal 2017/18      |
|       | Kwalificatie voor promotieplay-off naar 2. Bundesliga en DFB-Pokal 2017/18 |
|       | Kwalificatie voor DFB-Pokal 2017/18                                        |
|       | Degradatie naar de Regionalliga                                            |

- puntenaftrek: Chemnitzer FC (-9 punten), FC Rot-Weiß Erfurt (-10 punten)[2]

## Statistieken

### Topscorers
- In onderstaand overzicht zijn alleen de spelers opgenomen met elf of meer treffers achter hun naam.

| №  | Naam               | Club                  | Goals | Pen. | Duels | Gem. |
| -- | ------------------ | --------------------- | ----- | ---- | ----- | ---- |
| 1  | Manuel Schäffler   | SV Wehen Wiesbaden    | 22    | 2    | 36    | 0,61 |
| 2  | Sven Michel        | SC Paderborn 07       | 19    | 0    | 37    | 0,51 |
| 3  | Benjamin Girth     | SV Meppen             | 19    | 1    | 36    | 0,53 |
| 4  | Stephan Hain       | SpVgg Unterhaching    | 18    | 3    | 37    | 0,49 |
| 5  | Philip Türpitz     | 1. FC Magdeburg       | 17    | 6    | 34    | 0,50 |
| 6  | Fabian Schleusener | Karlsruher SC         | 17    | 0    | 37    | 0,46 |
| 7  | Stephan Andrist    | SV Wehen Wiesbaden    | 15    | 1    | 38    | 0,39 |
| 8  | Adriano Grimaldi   | Preußen Münster       | 15    | 0    | 32    | 0,47 |
| 9  | Daniel Keita-Ruel  | Holstein Kiel         | 15    | 1    | 37    | 0,41 |
| 10 | Matthias Morys     | VfR Aalen             | 13    | 1    | 30    | 0,43 |
| 11 | Christian Beck     | 1. FC Magdeburg       | 13    | 0    | 38    | 0,34 |
| 12 | Daniel Frahn       | Chemnitzer FC         | 13    | 2    | 32    | 0,41 |
| 13 | Marlon Ritter      | SC Paderborn 07       | 12    | 1    | 29    | 0,41 |
| 14 | Orhan Ademi        | FC Würzburger Kickers | 12    | 2    | 33    | 0,36 |
| 15 | Myroslav Slavov    | Chemnitzer FC         | 12    | 0    | 33    | 0,36 |
| 16 | Timmy Thiele       | FC Carl Zeiss Jena    | 11    | 1    | 22    | 0,50 |
| 17 | Soufian Benyamina  | Hansa Rostock         | 11    | 3    | 35    | 0,31 |
| 18 | Ronny König        | FSV Zwickau           | 11    | 0    | 38    | 0,29 |